# Pokémon Emerald
Pokémon Emerald Version (ポケットモンスター エメラルド Poketto Monsutā Emerarudo) er et rollespil udviklet af Game Freak, udgivet af The Pokémon Company, og distribueret af Nintendo til Game Boy Advance. Den blev oprindeligt udgivet i Japan i 2004 og blev senere udgivet internationalt i 2005. Det er en opdateret udgave af Pokémon Ruby og Sapphire og er en del af Pokemon-spilseriens tredje generation.
Gameplayet og styringen er hovedsageligt uændret fra de foregående spil i serien; spillerent styrer en Pokémontræner fra et ovenfra-perspektiv. Som i Ruby og Sapphire er spillerens generelle mål at rejse gennem Hoenn-regionen og besejre de otte Pokémon Gyms for at kunne udfordre Elite Four og regionens Pokémonmester, mens at underplottet handler om, at man skal besejre de to kriminelle organisationer, der forsøger at tøjle en legendarisk Pokémons kræfter for at nå deres mål. Sammen med alle de Pokémon, der debuterede i Ruby og Sapphire inkorporerer spillet også Pokémon fra Pokémon Gold og Silver, som ikke var med i Ruby og Sapphire.
Ved Emeralds udgivelse var modtagelsen generelt positiv.

## Gameplay
Gameplayet i Emerald forbliver stort set det samme som i Ruby og Sapphire. Spillet spilles i et ovenfra-perspektiv, hvor spilleren kan bevæge sin karakter i fire retninger samt interagere med andre mennesker, Pokémon og genstande i spilverdenen. Spilleren kan møde vilde Pokémon ved at gå ud i det høje græs, surfe på en Pokémon, gå i grotter og ved hjælp af andre metoder. Spilleren kan også kæmpe mod andre Træneres Pokémon. Når dette sker, skifter spillet til en kampskærm, hvor spilleren og deres Pokémon findes til venstre i forgrunden, mens modstanderen kan ses i baggrunden til højre. Stats kan ses til siden for begge parter; disse stats inkluderer Pokémonernes levels, begge trænernes antal af Pokémon (fra én til seks), Pokémonernes liv (HP), statustilstande som "poison" (forgiftet), "paralysis" (lammet) og "burn" (brændt), og for spillerens vedkommende, Pokémonens erfaringspoint (EXP). Trænerne sender deres første Pokémon ud, som de har på deres hold, og tager dernæst ture til at angribe hinanden, hvoraf den, der starter, besluttes ud efter hvilken Pokémons hastighed (Speed) er højest. Spilleren har fire valgmuligheder: kæmp (Fight), brug en genstand (Bag), udskifte til en anden Pokémon (Switch), og stikke af fra kampen (Run). Man kan kun stikke af fra vilde Pokémon, og derfor virker den fjerde valgmulighed ikke i Træner-kampe Alle Pokémon har op mod forskellige moves, som de kan bruge, som har forskellige effekter, antal gange de kan bruges og typer (som Græs eller Psykisk). Når en Pokémons HP rammer 0, besvimer den, hvilket tvinger Træneren til at udskifte til an anden Pokémon. Når en Træner løber tør for kampdygtige Pokémon, vinder den anden Træner. Når en Pokémon besejrer en anden Pokémon, optjener den EXP. Efter at have optjent nok EXP, stiger den til næste level, hvorved den for et boost til nogle af dens stats og nogle gange lader Pokémonen lære et nyt move.
Visse kampe er dobbeltdyster (det vil sige to Pokémon mod to Pokémon); bestemte moves blev designet til at støtte partnere, mens andre moves er i stand til at angribe to eller endda tre (det vil sige inklusiv den anden Pokémon på sit hold) ad gangen. I modsætning til Ruby og Sapphire, hvori spilleren var tvunget til at kæmpe én-mod-to dobbeltdyster, så lader Emerald spilleren kæmpe mod to dobbeltdyst-trænere sammen i en dobbeltdyst (spilleren mod to) eller én ad gangen i en normal dyst alt afhængigt af, hvordan man initierede kampen. Hver Pokémon har en Ability (Evne), som ofte hjælper i kamp. For eksempel er der Abilities, som gør en Pokémon stærkere, hvis den er tæt på at besvime. Vilde Pokémon, som spilleren støder på, kan fanges med en genstand kaldet en Poké Ball, som har en større succesrate, jo svagere en Pokémon er. Spillere kan dyste og bytte med et hvilket som helst tredje generations-Pokémon-spil, hvilket inkluderer Emerald, Ruby, Sapphire, FireRed og LeafGreen ved at koble Game Boy Advance-enheder sammen; dette kan gøres ved enten at bruge et Game Boy Advance linkkabel eller med den trådløse adapter, som fulgte med FireRed og LeafGreen (dette virker ikke med Ruby og Sapphire, da de udkom, før adapteren blev lavet. Emerald er også kompatibelt med Pokémon Colosseum og Pokémon XD: Gale of Darkness; dette lader spilleren bytte sig til Pokémon, der normalt ikke er at finde i Emerald.
Ud over de traditionelle Pokémon-dyster, så kan spillerens Pokémon også deltager i Pokémon Contests (Pokémon-konkurrencer), hvor der findes fem forskellige kategorier: "Cool", "Beauty", "Cute", "Smart" og "Tough". Spilleren får tidligt i spillet et apparat kaldet en PokéNav, som lader spilleren se et kort over regionen, tjekke sine Pokémons contest-stats, samt at foretage opkald med og tage imod opkald fra andre Trænere, som spilleren har mødt for at tale eller diskutere en revanche-dyst. Dette erstatter en funktion kaldet "Trainer's Eyes", som lod spilleren registrere visse Trænere for at se, hvornår de har lyst til at dyste. Dette lader også spillerne til at gendyste Gym Leaders, en funktion, som ikke har været til stede i tidligere Pokémon-spil. Emerald inkluderer adskillige andre, nye funktioner og forandringer, så som Pokémon-animationer i dyster, og et område kaldet Battle Frontier, som kan tilgås efter spilleren har klaret regionens liga. Battle Frontier inkluderer Battle Tower, som også fandtes i Ruby og Sapphire, samt 6 andre, nye lokationer. Hver lokation har har sin egen, unikke udfordring, og efter at have gennemført dem, modtager spilleren "Battle Points", som kan bruges på priser, der kan benyttes i og uden for dyster. Den japanske udgave er kompatibel med Nintendo e-Reader. Sjældne Pokémon fra tidligere Pokémon-spil, så som Mew, Lugia, og Ho-Oh blev tilgængelige gennem særlige events i den virkelige verden, som lod spilleren tilgå et nyt område, hvor disse kunne findes.

## Kontekst og historie
Konteksten og historien forbliver stort se samme, som i Ruby og Sapphire Spilleren kan vælger at spille som enten en dreng eller en pige, hvis tøj har fået deres røde farve ændret til grøn, og én af tre starter-Pokémon, inden man forlader sin hjemby og drager ud i resten af regionen.
Spilleren får til opgave at udfylde sit Pokédex ved at opdage og fange nye Pokémon-arter, såvel som gennem udvikling og bytning. Man får også til opgaver at besejre de otte Gyms, som befinder sig rundt om i regionen, for at kunne besejre regionens Elite Four og Mesteren gennem Pokémon-dyster. Undervejs får man to rivaler: May eller Brendan (Alt afhængigt af, om man spiller som en dreng eller en pige), Professor Birchs barn, og Wally, et genert barn fra Petalburg, som spilleren hjælper med at fange sin første Pokémon, an Ralts. Man møder også Wallace, Hoenn-regionens Pokémonmester.
Under éns rejse kæmper man mod Team Aqua og Team Magma, som kun kunne kæmpes imod i Ruby og Sapphire respektive. Begge grupper forsøger at ændre verden på en måde, der vil gavne Pokémon—Team Magma ønsker at forøge regionens landmasse, mens Team Aqua ønsker at forøge havet—og begge har i sinde at opnå deres respektive mål ved respektive at påkalde de legendariske Pokémon Groudon og Kyogre. Begge organisationer forsøger gentagende gange at forandre regionens landskab. Team Magma forsøger at få en vulkan til at gå i udbrud, og Team Aqaue forsøger at stjæle en Pokémon, der kan styre vejret.
Mellem spillerens besøg til det ottende og det niende Gym, påkalder begge Teams den Pokémon, som de respektive har søgt efter med nogle mystiske kugler stjålet fra Mt. Pyre; dog nægter nogen af Pokémonerne at adlyde dem, og de begynder at kæmpe mod hinanden, hvilket får regionen til konstant at skifter mellem tørke og kraftig regn. Spilleren må bestige et tårn for at påkalde den legendariske Pokémon Rayquaza, som dulmer de to andre Pokémons vrede.
Efter at man har besejret Elite Four kan man møde to Pokémon, som flyver rundt I Hoenn, Latias og Latios, og kan tilgå et område kaldet Battle Frontier, som tilbyder spilleren adskillelige nye udfordringer. Man får dernæst muligheden for at kæmpe mod regionens tidligere Mester, Steven Stone, i Meteor Falls, som bruger en stærkere udgave af sit hold fra Ruby og Sapphire. Spilleren kan efterfølgende fange både Groudon og Kyogre, som kan spores ved at tale med en forsker ved Weather Institute-faciliteten.

## Spiludvikling og promovering
Pokémon Emerald blev udviklet af Game Freak og udgivet af Nintendo til Game Boy Advance. Det blav oprindeligt annonceret i Coro Coro Magazine. Spillet er kombatibelt med Nintendo e-Reader-enheder, og hele 83 kort blev udgivet til Emerald den 7. oktober 2004 i Japan.. Denne funktion blev dog fjernet i den engelske udgave af spillet. Det er det en opgraderet udgave af Riby og Sapphire, hvilket følger en tradition af tredje udgivelser med nyt indhold, ligesom Pokémon Yellow var det for Pokémon Red og Blue. I Japan blev spillet udgivet sammen med en trådløs adapter; denne fulgte ikke med den engelske udgivelse af spillet, men kunne fås, når man købte Pokémon FireRed og LeafGreen.
Nintendo har af flere omgange lavet Emerald-relateret promovering. Nintendo afholdte en konkurrence for spillere, hvor vinderen ville blive "Pokémon Emerald" Ultimate Frontier Battle Brain" (Frontier Brain er den titel, som lederne af Battle Frontier-faciliteterne har.) Konkurrencen foregik syv steder i USA og Canada, hvor 14 finalister, to fra hvert område, dystede ved Space Needle i Seattle om en tur til PokéPark i Nagoya. Man kunne også deltage i en konkurrence for at vinde en tur til Space Needle for at overvære konkurrencen. Konkurrencen omhandlede paratviden angående Pokémon-karakterer og deres evner. Nintendo introducerede også et forudbestillingsprogram, som gav dem, der forudbestilte spillet adgang til en eksklusiv Pokémon-hjemmeside, en tin-beholder med Emerald-tema og en guide til Battle Frontier. En limited edition Game Boy Advance SP med Rayquazas silhouet på blev udgivet af Nintendo. Den blev eksklusivt distribueret i Japan af Nintendo via deres "Pokémon Trainer Online"-hemmeside og blev aldrig solgt uden for Japan. Den blev omtalt i Official Nintendo Magazines liste over sjældne Pokémon-konsoller. Spillere, der tog deres Game Boy Advance og eksemplar af Emerald og en trådløs adapter med til stand 2029 og 2005 ved Comic-Con International blev givet en genstand is spillet kaldet Mystic Ticket, som lod spilleren fange Lugia og Ho-Oh.

## Modtagelse

### Anmeldelser
Pokémon Emerald blev generelt taget godt i mod og har en samlet score på 76/100 og 76,65 % på respektive Metacritic og GameRankings. Den modtog en pris ved den niende, årlige CESA-spilprisuddeling. IGNs Graig Harris udtalte, at mens han ikke var entusiastisk angående Emerald, at det var et godt spil, og at det var den bedste udgave for dem, der ikke havde spillet Ruby eller Sapphire endnu. 1UP.coms Christian Nutt mente, at det var du bedste Pokémon-spil til dato, men at der også blev genbrugt for meget. GameSpys Phil Theobald mente at det i et vakuum var et godt spil, men at det føltes som det samme spil som Ruby og Sapphire. GameSpots Ryan Davis bemærkede, at det var en kvalitetsoplevelse til trods for at være så ens med Ruby og Sapphire, og at hardcore fans nok kunne værdsætte forandringerne. Eurogamers Corey Brotherson mente, at det i et vakuum var et godt spil, men manglede tiltalende nytilføjelser. Dog tilføjede han, at det var et bedre spil for nytilkomne spillere. Nintendo Lifes Laurie Black lavede en retrospektanmeldelse af Emerald, og hun mente, at Pokémon-spillene stadig holder godt, men stadig føles som de gjorde i 1996. Hun udtalte yderligere, at lighederne med Ruby og Sapphire holdt det fra at være et "must have", selvom det stadig var et godt spil. Aligames Julia Reges mente at spillet havde en masse værdi for yngre spillere, men at ældre spillere nok ikke ville have interesse. Hun sammenlignede Nintendos forskellige udgaver af det samme spil til de adskillelige Star Wars-udgaver.
IGNs Audrey Drake roste spillet for at bruge begge skurkegrupper, og kaldte det en "særskilt afvigelse" fra Ruby og Sapphire. Hun mente, det at kunne dyste mod Gym Leaders igen skabte en "spændende udfordring" for spillerne. Hun inkluderede også Emerald, sammen med Ruby og Sapphire, på sin liste over Game Boy Advance-spil, som hun ville have på Nintendo 3DS'ens eShop. IGNs Lucas M. Thomas begræd det faktum, at man skulle spille hele spillet igennem for at nå til Battle Frontier-delen. Jeremy Parish kom Emerald på sin liste over spil, man bør tage med sig på en flyvetur. 1UP.com-redaktør Kat Baily inkluderede den på sin liste over remakes, som var "langt bedre en originalen". Hun roste Battle Frontier og rettelsen af fejl i Ruby og Sapphire.

### Salgstal
Emerald blev det mest sælgende spil i Japan i den periode, det blev udgivet, med 791.000 solgte eksemplarer den første uge og 372.000 solgte eksemplarer den første dag. Det var det fjerde mest solgte spil i Japan i 2004. Det år solgte spillet 1,4 millioner eksemplarer og lå bag Dragon Quest V: Hand of the Heavenly Bride, Pokémon FireRed ogLeafGreen (sammenlagt) og Dragon Quest VIII: Journey of the Cursed King. På listen over de 1000 mest solgte spil i Japan i 2010 var Emerald på plads nummer 779 med 7.724 solgte eksemplarer med hele 1.916.505 eksemplarer solgt siden udgivelsen. Det var det eneste Game Boy Advance-spil på listen. Mere end 146.000 personer forudbestilte deres eksemplarer af Emerald i USA. Emerald blev det mest sælgende spil i maj 2005; måneden efter, juni 2005, faldt det il en andenplads under Grand Theft Auto: San Andreas til Xbox med 265.000 solgte eksemplarer den måned. På verdensplan havde spillet solgt 1,72 millioner kopier pr. 1. juni 2005. Spillet var det andet bedstsælgende spil i den første halvdel af 2005. I en afstemning gjort af IGN, rangerede læserne Emerald som det mest populære spil i juleperioden 2005. I USA var spillet det andet mest solgte spil for hele 2005 under Madden NFL 06. Ved udgangen af 2005 havde spillet solgt 1,2 millioner eksemplarer i Europa og næsten 5 millioner eksemplarer på verdensplan. Til denne dato er det ét af de tre mest solgte Game Boy Advance-spil. Its life-to-date sales totaled 6.32 million by the 2007 fiscal year. I november 2005 meddelte Nintendo Power  fejlagtigt, at det endelige antal af solgte eksemplarer ville overstige værdien af en faktisk smaragd på størrelse med Neptun."